# Doctor Who: Original Television Soundtrack - Saison 4
Albums de Murray Gold
Doctor Who:
Series 3
(2007)  Doctor Who :
Series 4 - The Specials
(2010)
Doctor Who: Series 4 est un album de musique de scène sorti le 17 novembre 2008, qui a été utilisé au cours de la saison 4 de la série télévisée de science-fiction Doctor Who. La musique a été composée par Murray Gold et orchestrée par Ben Foster, son collaborateur, avec qui il avait déjà travaillé sur les films Alien Autopsy, I Want Candy ainsi que Joyeuses Funérailles. Cet album a été sorti par la maison de disques "Silva Screen Records", qui avait déjà sorti d'autres albums pour Doctor Who, en collaboration avec le "BBC Radiophonic Workshop". 

La chanteuse Melanie Pappenheim a contribué aux pistes 12 et 19, et le contre-ténor Mark Chambers à la piste 6.

## Liste des pistes
| N° | Titre original                         | Utilisée dans                                       | Durée |
| -- | -------------------------------------- | --------------------------------------------------- | ----- |
| 1  | Doctor Who Series Four Opening Credits | Toute la saison                                     | 0:45  |
| 2  | A Noble Girl About Town                | Le Retour de Donna Noble                            | 2:12  |
| 3  | Life Among the Distant Stars           | Le Retour de Donna Noble                            | 2:28  |
| 4  | Corridors and Fire Escapes             | Piste utilisée dans presque toute la saison         | 1:13  |
| 5  | The Sybilline Sisterhood               | La Chute de Pompéi                                  | 1:53  |
| 6  | Songs of Captivity and Freedom         | Le Chant des Oods                                   | 4:03  |
| 7  | UNIT Rocks                             | A.T.M.O.S., première partie/seconde partie          | 1:11  |
| 8  | The Doctor's Daughter                  | La Fille du Docteur                                 | 1:37  |
| 9  | The Source                             | La Fille du Docteur                                 | 3:20  |
| 10 | The Unicorn and the Wasp               | Agatha Christie mène l'enquête                      | 3:09  |
| 11 | The Doctor's Theme Series Four         | Bibliothèque des Ombres, 2nde partie/La Terre volée | 2:45  |
| 12 | Voyage of the Damned Suite             | Une Croisière autour de la Terre                    | 10:21 |
| 13 | The Girl with No Name                  | Bibliothèque des Ombres                             | 2:45  |
| 14 | The Song of Song                       | Bibliothèque des Ombres                             | 2:13  |
| 15 | All in the Mind                        | Bibliothèque des Ombres                             | 1:16  |
| 16 | Silence in the Library                 | Bibliothèque des Ombres                             | 2:56  |
| 17 | The Greatest Story Never Told          | Bibliothèque des Ombres, 2nde partie                | 6:16  |
| 18 | Midnight                               | Un passager de trop                                 | 3:07  |
| 19 | Turn Left                              | Le Choix de Donna                                   | 2:21  |
| 20 | A Dazzling End                         | Le Choix de Donna                                   | 2:14  |
| 21 | The Rueful Fate of Donna Noble         | Le Choix de Donna                                   | 2:44  |
| 22 | Davros                                 | La Terre Volée/La Fin du Voyage                     | 2:03  |
| 23 | The Dark and Endless Dalek Night       | La Terre Volée/La Fin du Voyage                     | 3:43  |
| 24 | A Pressing Need to Save the World      | La Terre Volée                                      | 4:50  |
| 25 | Hanging on the Tablaphone              | La Terre Volée/La Fin du Voyage                     | 1:04  |
| 26 | Song of Freedom                        | La Terre Volée/La Fin du Voyage                     | 2:51  |
| 27 | Doctor Who Series Four Closing Credits | Toute la saison                                     | 1:06  |